# Joshua Hunt
Pour les articles homonymes, voir Hunt.
Joshua Hunt (né le 3 avril 1991 à Torquay en Angleterre) est un coureur cycliste britannique. 

## Palmarès
- 2012
  - 2e du Prix de Beauchamps
- 2015
  - 2e de l'Harrogate Big Bike Bash

## Classements mondiaux
| Année           | 2016  |
| --------------- | ----- |
| UCI Europe Tour | 1751e |